# Vampire humaniste cherche suicidaire consentant
Vampire humaniste cherche suicidaire consentant és una pel·lícula de comèdia de terror de vampirs canadenca en francès del 2023 coescrita i dirigida per Ariane Louis-Seize. És protagonitzada per Sara Montpetit com Sasha, una vampira adolescent que fa amistat amb Paul (Félix-Antoine Bénard), un noi amb tendències suïcides. S'ha doblat i subtitulat al català.

## Argument
En la seva infància, Sasha, una vampira, està traumatitzada després que la seva família ataqués i es mengés un pallasso que havien contractat per actuar en el seu aniversari. Com a resultat, els ullals de Sasha no broten i se sent incòmoda amb la idea de matar gent per menjar. Anys després, encara es nega a matar i encara no té ullals.
Una nit, Sasha s'adona que un adolescent, Paul, intenta suïcidar-se saltant des d'una alçada, però finalment no ho aconsegueix. Més tard, els ullals de Sasha emergeixen de sobte quan el torna a trobar-se. Presa de pànic, torna corrents a casa on els seus pares han decidit que viurà amb la seva cosina gran, Denise, per aprendre a caçar persones.
La Sasha es resisteix a aprendre i crida l'atenció mentre la Denise s'alimenta de JP, un home que havien atret abans, abans de fugir. Es retroba amb Paul en una reunió del grup de suport per a persones que experimenten pensaments suïcides. Després de la reunió, els dos acorden ajudar-se mútuament amb Sasha ajudant en el seu suïcidi i alimentant-se d'ell. Tanmateix, els ullals de la Sasha desapareixen, i ella intenta aturar-se preguntant-li si té un desig moribund. En Paul diu que li agradaria recuperar la compensació d'Henry, el seu company de feina que l'assetja constantment.
Quan s'assabenten que Henry ha anat a una festa, en Paul dubta a l'hora d'aconseguir la recuperació davant de tothom. Sasha suggereix que podria practicar per augmentar la seva confiança. Llavors, Paul decideix recuperar una nena popular de l'escola, el seu professor de gimnàs i el seu director.
A la festa, Henry es burla de Paul, i Paul li mossega la mà. Mentre fugen, Sasha s'ensorra de fam. Aleshores Paul es talla la mà per alimentar-la amb la seva sang. Henry i els seus amics els troben i comencen a colpejar en Paul. Els ullals de la Sasha apareixen de sobte, mata a Henry i insta a Paul a tornar a casa.
La Denise exigeix que Paul també sigui assassinat mentre ella ajuda a Sasha a enterrar el cos d'Henry, però Sasha noqueja a Denise. La Sasha corre cap a Paul i decideixen fugir, però en una habitació d'hotel, Paul dubta del seu èxit. Ell insta a Sasha a convertir-lo en un vampir. Després de convèncer-lo, ella el mossega, però ell lluita per respirar. Sasha truca a la seva família, que és capaç de convertir-lo en un vampir donant-li sang.
Temps després, Sasha i Paul arriben a un hospici on treballa la seva mare, on els condueixen a l'habitació d'un pacient terminal. Sasha toca el teclat per al pacient mentre en Paul drena la sang del pacient a una bossa.

## Repartiment
- Sara Montpetit com a Sasha
  - Lilas-Rose Cantin com Sasha als 6 anys
- Félix-Antoine Bénard com a Paul
- Steve Laplante com Aurélien, el pare de Sasha
- Sophie Cadieux com a Georgette, la mare de Sasha
- Noémie O'Farrell com a Denise
  - Valence Laroche com a Denise als 12 anys
- Arnaud Vachon com a Henry
- Marie Brassard com a Victorine, la tia de Sasha
- Madeleine Péloquin com a Sandrine, la mare de Paul
- Gabriel-Antoine Roy com a JP
- Isabella Villalba com a Mélisse Bessette
- Patrick Hivon com a entrenador Goyette
- Marc Beaupré com a Rico-Berlingot
- Micheline Bernard com a director Gauvin
- Sylvie Lemay com a Renaude
- Ariane Castellanos com a Claudie

## Producció
Vampire humaniste cherche suicidaire consentant fou rodada la tardor de 2022 a Montreal.

## Estrena
Vampire humaniste cherche suicidaire consentant es va estrenar a la 80a Mostra Internacional de Cinema de Venècia el 3 de setembre de 2023. La pel·lícula es va estrenar al Canadà al programa Centerpiece del Festival Internacional de Cinema de Toronto de 2023, i va rebre una projecció de gala al Cinéfest Sudbury International Film Festival de 2023. També fou projectada a la secció Noves Visions del LVI Festival Internacional de Cinema Fantàstic de Catalunya. La pel·lícula es va estrenar al Canadà el 13 d'octubre de 2023 per H264. Drafthouse Films va adquirir els drets de distribució per als Estats Units, i la pel·lícula es va estrenar a Los Angeles i Nova York el 20 de juny de 2024 a la setmana següent.

## Recepció

### Resposta crítica
Al lloc web de l'agregador de ressenyes Rotten Tomatoes, el 90% de les 80 ressenyes dels crítics són positives, amb una valoració mitjana de 7/10. El consens del lloc web diu: "Tot i que no és tan innovadora com el seu títol, Vampire humaniste cherche suicidaire consentant ofereix una versió còmica fosca d'una història d'amor adolescent entre inadaptats que fa una mossegada estranyament dolça. Metacritic, que utilitza una mitjana ponderada, va assignar a la pel·lícula una puntuació de 70 sobre 100, basada en 8 ressenyes, indicant crítiques "generalment favorables"
Nikki Baughan de Screen Daily va escriure que "Louis-Seize s'inclina molt en les influències d'art europees per a la seva producció en llengua francesa. Sasha, que, de fet, té 68 anys (tot i que encara és una adolescent en anys humans), es presenta com una mica ingènua, els seus cabells llargs i foscos, el serrell contundent i els ulls de daina li donen una vulnerabilitat i un avantatge intrigant. Escolta vinils, toca el teclat, és per naturalesa (i necessitat) una solitària. La seva connexió amb Paul és immediata i sorprenent, i la química entre tots dos és autèntica."
La pel·lícula es va incloure a la llista anual del Canada's Top Ten del 2023.

### Reconeixements
| Premi / Festival de cinema                   | Data de cerimònia      | Categoria                                                   | Receptor(s) | Resultat  | Ref(s) |
| -------------------------------------------- | ---------------------- | ----------------------------------------------------------- | --- | --------- | ------ |
| Festival Internacional de Cinema de Venècia  | 9 de setembre de 2023  | Giornate degli Autori, Millor director                      | Ariane Louis-Seize | Guanyador | [ 14 ] |
| Festival Internacional de Cinema de Calgary  | 25 de setembre de 2023 | Artista canadenc emergent de RBC                            | Ariane Louis-Seize | Guanyador | [ 15 ] |
| Festival Internacional de Cinema de Calgary  | October 3, 2023        | Premi del públic, llargmetratge canadenc                    | Humanist Vampire Seeking Consenting Suicidal Person                                                                           | Guanyador | [ 16 ] |
| Cinéfest Sudbury International Film Festival | 28 de setembre de 2023 | Millor llargmetratge en llengua francesa                    | Humanist Vampire Seeking Consenting Suicidal Person                                                                           | Guanyador | [ 17 ] |
| Festival du nouveau cinéma                   | 15 d'octubre de 2023   | Concurs Nacional, Gran Premi                                | Humanist Vampire Seeking Consenting Suicidal Person                                                                           | Guanyador | [ 18 ] |
| Sindicat de Directors del Canadà             | 21 d'octubre de 2023   | Jean-Marc Vallée DGC Discovery Award                        | Ariane Louis-Seize | Guanyador | [ 19 ] |
| Festival Internacional de Cinema de Windsor  | 29 d'octubre de 2023   | Millor pel·lícula canadenca                                 | Ariane Louis-Seize | Guanyador | [ 20 ] |
| Cercle de Crítics de Cinema de Vancouver     | 12 de febrer de 2024   | Millor pel·lícula canadenca                                 | Humanist Vampire Seeking Consenting Suicidal Person                                                                           | Nominat   | [ 21 ] |
| Cercle de Crítics de Cinema de Vancouver     | 12 de febrer de 2024   | Millor actor femení en una pel·lícula canadenca             | Sara Montpetit | Guanyador | [ 21 ] |
| Cercle de Crítics de Cinema de Vancouver     | 12 de febrer de 2024   | Premi One to Watch                                          | Ariane Louis-Seize | Guanyador | [ 21 ] |
| Associació de Crítics de Cinema de Toronto   | 4 de març de 2024      | Premi Rogers a la millor pel·lícula canadenca               | Ariane Louis-Seize | Nominat   | [ 22 ] |
| Prix collégial du cinéma québécois           | 5 d'abril de 2024      | Millor pel·lícula                                           | Ariane Louis-Seize | Nominat   | [ 23 ] |
| Canadian Screen Awards                       | 2024                   | Millor pel·lícula                                           | Jeanne-Marie Poulain, Line Sander Egede                                                                                       | Nominat   | [ 24 ] |
| Canadian Screen Awards                       | 2024                   | Millor director                                             | Ariane Louis-Seize | Nominat   | [ 24 ] |
| Canadian Screen Awards                       | 2024                   | Millor interpretació principal en una pel·lícula de comèdia | Félix-Antoine Bénard | Nominat   | [ 24 ] |
| Canadian Screen Awards                       | 2024                   | Millor interpretació principal en una pel·lícula de comèdia | Sara Montpetit | Nominat   | [ 24 ] |
| Canadian Screen Awards                       | 2024                   | Millor actuació secundària en una pel·lícula de comèdia     | Steve Laplante | Nominat   | [ 24 ] |
| Canadian Screen Awards                       | 2024                   | Millor actuació secundària en una pel·lícula de comèdia     | Noémie O'Farrell | Nominat   | [ 24 ] |
| Canadian Screen Awards                       | 2024                   | Millor guió original                                        | Ariane Louis-Seize, Christine Doyon                                                                                           | Guanyador | [ 25 ] |
| Canadian Screen Awards                       | 2024                   | Millor direcció d'art/disseny de producció                  | Ludovic Dufresne | Nominat   | [ 24 ] |
| Canadian Screen Awards                       | 2024                   | Millor disseny de vestuari                                  | Kelly-Anne Bonieux | Nominat   | [ 24 ] |
| Canadian Screen Awards                       | 2024                   | Millor muntatge                                             | Stéphane Lafleur | Nominat   | [ 24 ] |
| Canadian Screen Awards                       | 2024                   | Millor càsting en una pel·lícula                            | Tania Arana | Nominat   | [ 24 ] |
| Canadian Screen Awards                       | 2024                   | John Dunning Best First Feature                             | Ariane Louis-Seize | Nominat   | [ 24 ] |
| Prix Iris                                    | 8 de desembre de 2024  | Millor director                                             | Jeanne-Marie Poulain, Line Sander Egede                                                                                       | Guanyador | [ 26 ] |
| Prix Iris                                    | 8 de desembre de 2024  | Best Director                                               | Ariane Louis-Seize | Nominat   | [ 27 ] |
| Prix Iris                                    | 8 de desembre de 2024  | Millor Actor                                                | Felix-Antoine Bénard | Nominat   | [ 27 ] |
| Prix Iris                                    | 8 de desembre de 2024  | Millor actriu                                               | Sara Montpetit | Nominat   | [ 27 ] |
| Prix Iris                                    | 8 de desembre de 2024  | Millor actor secundari                                      | Steve Laplante | Nominat   | [ 27 ] |
| Prix Iris                                    | 8 de desembre de 2024  | Millor actriu de repartiment                                | Marie Brassard | Nominat   | [ 27 ] |
| Prix Iris                                    | 8 de desembre de 2024  | Millor actriu de repartiment                                | Sophie Cadieux | Nominat   | [ 27 ] |
| Prix Iris                                    | 8 de desembre de 2024  | Millor actriu de repartiment                                | Noémie O'Farrell | Nominat   | [ 27 ] |
| Prix Iris                                    | 8 de desembre de 2024  | Revelació de l'Any                                          | Felix-Antoine Bénard | Nominat   | [ 27 ] |
| Prix Iris                                    | 8 de desembre de 2024  | Millor guió                                                 | Ariane Louis-Seize, Christine Doyon                                                                                           | Guanyador | [ 26 ] |
| Prix Iris                                    | 8 de desembre de 2024  | Millor Direcció d'Art                                       | Ludovic Dufresne | Guanyador | [ 28 ] |
| Prix Iris                                    | 8 de desembre de 2024  | Millor disseny de vestuari                                  | Kelly-Anne Bonieux | Nominat   | [ 27 ] |
| Prix Iris                                    | 8 de desembre de 2024  | Millor fotografia                                           | Shawn Pavlin | Nominat   | [ 27 ] |
| Prix Iris                                    | 8 de desembre de 2024  | Millor edició                                               | Stéphane Lafleur | Guanyador | [ 28 ] |
| Prix Iris                                    | 8 de desembre de 2024  | Millor música original                                      | Pierre-Philippe Côté | Nominat   | [ 27 ] |
| Prix Iris                                    | 8 de desembre de 2024  | Millor so                                                   | Marie-Pierre Grenier, Simon Gervais, Luc Boudrias, Thierry Bourgault D'Amico                                                  | Guanyador | [ 28 ] |
| Prix Iris                                    | 8 de desembre de 2024  | Millor pentinat                                             | Jean-Luc Lapierre | Nominat   | [ 27 ] |
| Prix Iris                                    | 8 de desembre de 2024  | Millor maquillatge                                          | Tania Guarnaccia | Nominat   | [ 27 ] |
| Prix Iris                                    | 8 de desembre de 2024  | Millors efectes visuals                                     | Marie-Claude Lafontaine, Jean-François Ferland, Simon Beaupré                                                                 | Guanyador | [ 28 ] |
| Prix Iris                                    | 8 de desembre de 2024  | Millor càsting                                              | Tania Arana | Guanyador | [ 28 ] |
| Prix Iris                                    | 8 de desembre de 2024  | La pel·lícula més exitosa fora del Quebec                   | Jeanne-Marie Poulain, Line Sander Egede, Ariane Louis-Seize, Christine Doyon, Stéphanie Demers, Jean-Christophe J. Lamontagne | Nominat   | [ 27 ] |
| Prix Iris                                    | 8 de desembre de 2024  | Millor primera pel·lícula                                   | Ariane Louis-Seize | Guanyador | [ 26 ] |